# Albino de Jesus
Albino Reis Paulino de Jesus (ur. 13 sierpnia 1913, zm. 24 listopada 1978) – portugalski strzelec, olimpijczyk.
Wystąpił na Letnich Igrzyskach Olimpijskich 1952 w jednej konkurencji. Zajął 44. miejsce w pistolecie szybkostrzelnym z 25 m (startowało 53 zawodników).
W 1967 roku został mistrzem Portugalii w pistolecie automatycznym i brązowym medalistą w pistolecie dowolnym.

## Wyniki

### Igrzyska olimpijskie
| Igrzyska      | Konkurencja                   | Wynik              | Miejsce | Źródło |
| ------------- | ----------------------------- | ------------------ | ------- | ------ |
| Helsinki 1952 | Pistolet szybkostrzelny, 25 m | 530 pkt. (272–258) | 44      | [ 2 ]  |